# Včelnička
Včelnička (en allemand : Bienental) est une commune du district de Pelhřimov, dans la région de Vysočina, en République tchèque. Sa population s'élevait à 249 habitants en 2024.

## Géographie
Včelnička se trouve à 2,5 km à l'ouest du centre de Kamenice nad Lipou, à 19 km au sud-ouest de Pelhřimov, à 41 km à l'ouest-sud-ouest de Jihlava à 98 km au sud-est de Prague.
La commune est limitée par Těmice au nord, par Kamenice nad Lipou au nord et à l'est, par Vlčetínec au sud et par Bohdalín à l'ouest.

## Histoire
La première mention écrite de la localité date de 1379.

## Transports
Par la route, Včelnička se trouve à 3 km de Kamenice nad Lipou, à 23 km de Pelhřimov, à 49 km de Jihlava à 123 km de Prague.